# Astana Pro Team/Saison 2016
Diese Liste beschreibt die Mannschaft und die Erfolge des Radsportteams Astana Pro Team in der Saison 2016.

## Erfolge in der UCI WorldTour
In der Saison 2016 gelangen dem Team nachstehende Erfolge in der UCI WorldTour.
| Datum        | Rennen                          | Sieger             |
| ------------ | ------------------------------- | ------------------ |
| 11. März     | 5. Etappe Paris–Nizza           | Alexei Luzenko     |
| 4. April     | 1. Etappe Baskenland-Rundfahrt  | Luis Leon Sanchez  |
| 8. April     | 5. Etappe Baskenland-Rundfahrt  | Diego Rosa         |
| 27. Mai      | 19. Etappe Giro d’Italia        | Vincenzo Nibali    |
| 6.–29. Mai   | Gesamtwertung Giro d’Italia     | Vincenzo Nibali    |
| 8. Juni      | 3. Etappe Critérium du Dauphiné | Fabio Aru          |
| 11.–19. Juni | Gesamtwertung Tour de Suisse    | Miguel Ángel López |

## Erfolge in der UCI Europe Tour
In der Saison 2016 gelangen dem Team nachstehende Erfolge in der UCI Europe Tour.
| Datum           | Rennen                                         | Kat. | Sieger             |
| --------------- | ---------------------------------------------- | ---- | ------------------ |
| 13. Februar     | 3. Etappe Mittelmeer-Rundfahrt                 | 2.1  | Andrij Hrywko      |
| 11.–14. Februar | Gesamtwertung Mittelmeer-Rundfahrt             | 2.1  | Andrij Hrywko      |
| 18. Februar     | 2. Etappe Volta ao Algarve                     | 2.1  | Luis Leon Sanchez  |
| 29.–31. März    | Gesamtwertung Driedaagse van De Panne-Koksijde | 2.HC | Lieuwe Westra      |
| 19. April       | 1. Etappe Giro del Trentino (MZF)              | 2.HC | Astana Pro Team    |
| 21. April       | 3. Etappe Giro del Trentino                    | 2.HC | Tanel Kangert      |
| 22. April       | 4. Etappe Giro del Trentino                    | 2.HC | Tanel Kangert      |
| 3. August       | 2. Etappe Burgos-Rundfahrt (MZF)               | 2.HC | Astana Pro Team    |
| 28. September   | Mailand-Turin                                  | 1.HC | Miguel Ángel López |

## Erfolge in der UCI Asia Tour
In der Saison 2016 gelangen dem Team nachstehende Erfolge in der UCI Asia Tour.
| Datum           | Rennen                       | Kat. | Sieger             |
| --------------- | ---------------------------- | ---- | ------------------ |
| 19. Februar     | 4. Etappe Tour of Oman       | 2.HC | Vincenzo Nibali    |
| 16.–21. Februar | Gesamtwertung Tour of Oman   | 2.HC | Vincenzo Nibali    |
| 24. Februar     | 1. Etappe Tour de Langkawi   | 2.HC | Andrea Guardini    |
| 27. Februar     | 4. Etappe Tour de Langkawi   | 2.HC | Miguel Ángel López |
| 28. Februar     | 5. Etappe Tour de Langkawi   | 2.HC | Andrea Guardini    |
| 1. März         | 7. Etappe Tour de Langkawi   | 2.HC | Andrea Guardini    |
| 2. März         | 8. Etappe Tour de Langkawi   | 2.HC | Andrea Guardini    |
| 2. Oktober      | Tour of Almaty               | 1.1  | Alexei Luzenko     |
| 22. Oktober     | 3. Etappe Abu Dhabi Tour     | 2.HC | Tanel Kangert      |
| 20.–23. Oktober | Gesamtwertung Abu Dhabi Tour | 2.HC | Tanel Kangert      |

## Erfolge in der UCI America Tour
In der Saison 2016 gelangen dem Team nachstehende Erfolge in der UCI America Tour.
| Datum      | Rennen                     | Kat. | Sieger             |
| ---------- | -------------------------- | ---- | ------------------ |
| 23. Januar | 6. Etappe Tour de San Luis | 2.1  | Miguel Ángel López |

## Erfolge in den Nationalen Straßen-Radsportmeisterschaften
In den Rennen der Nationalen Straßen-Radsportmeisterschaften 2016 konnte das Team nachstehende Titel erringen.
| Datum    | Rennen                                       | Sieger          |
| -------- | -------------------------------------------- | --------------- |
| 22. Juni | Lettische Meisterschaft – Einzelzeitfahren   | Gatis Smukulis  |
| 22. Juni | Kasachische Meisterschaft – Einzelzeitfahren | Dmitri Grusdew  |
| 26. Juni | Kasachische Meisterschaft – Straßenrennen    | Arman Kamyschew |
| 26. Juni | Lettische Meisterschaft – Straßenrennen      | Gatis Smukulis  |

## Zugänge – Abgänge
| Zugänge         | Team 2015                 | Abgänge               | Team 2016                  |
| --------------- | ------------------------- | --------------------- | -------------------------- |
| Gatis Smukulis  | Team Katusha              | Borut Bozic           | Cofidis, Solutions Crédits |
| Eros Capecchi   | Movistar Team             | Mikel Landa           | Team Sky                   |
| Artjom Sacharow | Seven Riders Cycling Team | Alexander Djatschenko | Laufbahn beendet           |
| Dias Ömirsaqow  | Neoprofi                  | Rein Taaramäe         | Team Katusha               |

## Mannschaft
| Teamkader 2016                                             | Teamkader 2016     | Teamkader 2016 | Teamkader 2016                      |
| Name                                                       | Geburtsdatum       | Land           | Vorheriges Team                     |
| ---------------------------------------------------------- | ------------------ | -------------- | ----------------------------------- |
| Valerio Agnoli                                             | 6. Januar 1985     | Italien        | Liquigas-Cannondale (2012)          |
| Fabio Aru                                                  | 3. Juli 1990       | Italien        |                                     |
| Maqsat Ajasbajew                                           | 27. Januar 1992    | Kasachstan     | Astana Continental (2014)           |
| Lars Boom                                                  | 30. Dezember 1985  | Niederlande    | Belkin (2014)                       |
| Eros Capecchi                                              | 13. Juni 1986      | Italien        | Movistar Team (2015)                |
| Dario Cataldo                                              | 17. März 1985      | Italien        | Team Sky (2014)                     |
| Laurens De Vreese                                          | 29. September 1988 | Belgien        | Wanty-Groupe Gobert (2014)          |
| Daniil Fominych                                            | 28. August 1991    | Kasachstan     | Astana Continental (2013)           |
| Jakob Fuglsang                                             | 22. März 1985      | Dänemark       | RadioShack-Nissan (2012)            |
| Andrij Hrywko                                              | 7. August 1983     | Ukraine        | ISD (2009)                          |
| Dmitri Grusdew                                             | 13. März 1986      | Kasachstan     | Ulan (2008)                         |
| Andrea Guardini                                            | 12. Juni 1989      | Italien        | Farnese Vini-Selle Italia (2012)    |
| Arman Kamyschew                                            | 14. März 1991      | Kasachstan     | Astana Continental (2012)           |
| Tanel Kangert                                              | 11. März 1987      | Estland        | EC Saint-Étienne Loire (2010)       |
| Baqtijar Qoschatajew                                       | 28. März 1992      | Kasachstan     | Astana Continental (2014)           |
| Miguel Ángel López                                         | 4. Februar 1994    | Kolumbien      | Lotería de Boyacá (2014)            |
| Alexei Luzenko                                             | 7. September 1992  | Kasachstan     | Astana Continental (2012)           |
| Davide Malacarne                                           | 11. Juli 1987      | Italien        | Team Europcar (2014)                |
| Vincenzo Nibali                                            | 14. November 1984  | Italien        | Liquigas-Cannondale (2012)          |
| Dias Ömirsaqow (5. Feb.–31. Dez.)                          | 13. Juli 1992      | Kasachstan     |                                     |
| Diego Rosa                                                 | 27. März 1989      | Italien        | Androni Giocattoli-Venezuela (2014) |
| Luis León Sánchez                                          | 24. November 1983  | Spanien        | Caja Rural-Seguros RGA (2014)       |
| Michele Scarponi                                           | 25. September 1979 | Italien        | Lampre-Merida (2013)                |
| Gatis Smukulis                                             | 15. April 1987     | Lettland       | Katusha (2015)                      |
| Paolo Tiralongo                                            | 8. Juli 1977       | Italien        | Lampre-NGC (2009)                   |
| Ruslan Tleubajew                                           | 3. Juli 1987       | Kasachstan     | Astana Continental (2012)           |
| Alessandro Vanotti                                         | 16. September 1980 | Italien        | Liquigas-Cannondale (2012)          |
| Lieuwe Westra                                              | 11. September 1982 | Niederlande    | Vacansoleil-DCM (2013)              |
| Artjom Sacharow (10. Feb.–31. Dez.)                        | 27. Oktober 1991   | Kasachstan     | Seven Rivers (2015)                 |
| Andrei Seiz                                                | 14. Dezember 1986  | Kasachstan     | Capec (2005)                        |
| Schandos Bischіgіtow (1. Aug.–31. Dez., Stagiaire)         | 10. Juni 1991      | Kasachstan     | Vino 4-ever SKO (2016)              |
| Nurbolat Kulimbetow (1. Aug.–31. Dez., Stagiaire)          | 9. Mai 1992        | Kasachstan     |                                     |
|                                                            |                    |                |                                     |
| Quellen: ProCyclingStats Cycling Quotient Cycling Archives |                    |                |                                     |